# Stanisław Piątek
Stanisław Piątek (ur. 5 października 1951 w Warszawie) – polski prawnik, profesor Wydziału Zarządzania Uniwersytetu Warszawskiego.

## Życiorys
W 1973 ukończył studia prawnicze na Uniwersytecie Warszawskim. W tym samym roku został zatrudniony w macierzystej uczelni, w Instytucie Zarządzania. W 1978 uzyskał stopień doktora nauk organizacji i zarządzania na podstawie pracy Administracyjno-prawna ochrona konsumenta, w 1987 stopień doktora habilitowanego na podstawie pracy Przedsiębiorstwo użyteczności publicznej jako instytucja gospodarcza. W 2013 otrzymał tytuł profesora nauk ekonomicznych.
Na Uniwersytecie Warszawskim kieruje Zakładem Administracyjno-Prawnych Problemów Zarządzania oraz Katedrą Prawnych Problemów Administracji i Zarządzania.
Był doradcą Prezesa Komitetu ds. Radia i Telewizji "Polskie Radio i Telewizja" (1989-1993), członkiem Krajowej Komisji Uwłaszczeniowej (1992-1998), Rady Legislacyjnej (1998-2002), Rady Konsultacyjnej Ministra Łączności (1997 - 2000), Rady Naukowej Instytutu Łączności - Państwowego Instytutu Badawczego (2005-2011).
W 2014 roku odznaczony Krzyżem Oficerskim Orderu Odrodzenia Polski (za wybitne zasługi dla rozwoju polskich mediów audiowizualnych oraz osiągnięcia w działalności publicznej i pracy zawodowej.).

## Wybrane publikacje książkowe
- Prawo telekomunikacyjne. Komentarz,, Warszawa 2018
- Rozporządzenie UE Nr 2015/2120 w zakresie dostępu do otwartego internetu: komentarz, Warszawa 2017
- Prawo telekomunikacyjne, Warszawa 2005
- Prawo telekomunikacyjne Wspólnoty Europejskiej, Warszawa 2003
- Prawo telekomunikacyjne: komentarz, Warszawa 2001
- Prawo telekomunikacyjne: komentarz do ustawy o łączności: stan prawny na 1 września 1995 r., Warszawa 1995